# Kratoysma ecuadorensis
Kratoysma ecuadorensis är en stekelart som beskrevs av Christer Hansson 1993. Kratoysma ecuadorensis ingår i släktet Kratoysma och familjen finglanssteklar.
Artens utbredningsområde är Ecuador. Inga underarter finns listade i Catalogue of Life.